# Palatino da Hungria
O Palatino da Hungria (em húngaro: nádor ou nádorispán, em alemão: Landespalatin, em latim: palatinus regni Hungariae) foi o cargo de mais alta patente no Reino da Hungria desde o início do século XI até 1848. Inicialmente, os palatinos eram representantes dos monarcas, mais tarde (a partir de 1723) dos vice-regentes (vice-rei). Nos primeiros séculos do reino, eles eram nomeados pelo rei e, mais tarde (a partir de 1608), eram eleitos pela Dieta do Reino da Hungria. A jurisdição de um palatino incluía apenas a Hungria propriamente dita; no Reino da Croácia, até 1918, o bano tinha uma função semelhante à do mais alto cargo no Reino (depois do próprio rei), representante do monarca, comandante do exército real e vice-rei (após a união da Croácia, Eslavônia e Dalmácia com a Hungria em 1102).

## Título
A forma latina medieval mais antiga registrada do título foi comes palatii ("conde do palácio");  foi preservada na escritura de fundação da Abadia de Tihany, emitida em 1055.   Uma nova variante (comes palatinus) entrou em uso na segunda metade do 11th century ; foi registrada pela primeira vez por volta de 1067.   A forma abreviada de palatinus tornou-se a versão oficial na década de 1230.  Um novo título oficial – palatinus regni Hungariae ("Palatino do Reino da Hungria") – foi adotada na década de 1340, o que mostra que os palatinos que ainda eram funcionários reais também foram considerados representantes dos estados do reino a partir dessa época. 
A versão original húngara do título era nádorispán; foi registrada pela primeira vez por volta de 1405.   A etimologia da palavra é incerta.  A maioria dos estudiosos concorda que sua raiz é a palavra eslava para corte (dvorjь),  mas nenhum documento evidencia que a forma assumida *nadъ-dvorjь-županъ ("chefe da corte real") realmente existiu.   Nas línguas checa e servo-croata, existiam expressões semelhantes (náderšpan e nadršpan), mas apenas como empréstimos do húngaro, em referência aos palatinos da Hungria. 
Ludovicus Tubero e alguns outros estudiosos do século XVI referiram-se ao palatino como nándorispán.  O historiador András Róna-Tas diz que o título pode estar conectado ao antigo exônimo húngaro dos búlgaros (nándor).  Se a sua teoria for válida, o palatino era originalmente o chefe dos búlgaros na Hungria.  Outros estudiosos não aceitaram a teoria de Róna-Tas, porque a versão nándorispán parece ter se desenvolvido a partir da versão nádorispán original.  A versão húngara moderna do título (nádor), que é a versão abreviada do título original, foi registrada pela primeira vez em 1784.  

## História

### Origens (c.1000–c.1100)
Altos funcionários que ostentavam o título de comes palatinus ou comes palatii estavam presentes em várias cortes reais da Europa medieval.   No Império Carolíngio, o comes palatii era o representante do monarca e um dos juízes mais importantes do 9th century, de acordo com o contemporâneo Hincmar.  Na Croácia, o zuppanus palatii era o chefe da corte real em 892.  Na Boêmia do século XI e na Polônia, o "conde do palácio" era o representante do monarca em assuntos militares.  De acordo com uma teoria acadêmica, o comes palatii era originalmente responsável pela administração da casa real,  mas as fontes primárias não contêm referência direta às funções econômicas dos palatinos. 

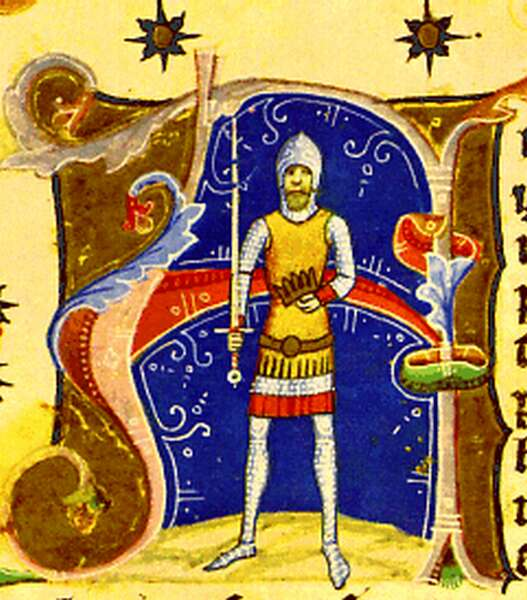
Aba, o primeiro palatino conhecido, mais tarde rei da Hungria (r. 1041–1044)

Os historiadores húngaros concordam que a corte imperial do Sacro Império Romano estabeleceu o padrão para a organização da casa real na Hungria.  Os historiadores também concordam que o primeiro rei da Hungria, Estêvão I, que morreu em 1038, nomeou o primeiro palatino, embora nenhuma fonte primária tenha mencionado este cargo durante seu reinado.  György Györffy diz que um certo Comes Ceba, que foi responsável pela transferência de dez aldeias para a Abadia de Pannonhalma em nome do rei por volta de 1005, deve ter sido um palatino, porque as aldeias estavam situadas em muitos condados, sugerindo que ele não era o chefe de um condado.  A Longa Vida de São Geraldo diz que o Rei Estêvão I fez de Csanád "o mestre da casa do rei e de Ajtony " depois que Csanád derrotou Ajtony.  Alguns historiadores (incluindo Györffy e Gábor Thoroczkay) dizem que o texto sugere que Csanád ocupou o cargo de palatino por algum tempo durante o reinado de Estêvão; outros historiadores (por exemplo, Tibor Szőcs e Tibor Almási) escrevem que o autor da lenda tomou emprestada a expressão do Salmo 105, que mencionava o "mestre" da casa do rei.  No entanto, a mesma lenda de Gerard de Csanád preservou o primeiro evento histórico relacionado com um palatino – o destronamento do sucessor de Estêvão I, Pedro Orseolo, pelo "Conde Palatino Aba" em 1041.  De acordo com o consenso dos estudiosos modernos, Aba, que era cunhado ou sobrinho de Estêvão I, deve ter sido feito palatino por Estêvão I.  
Um decreto do Rei Colomano, o Erudito, declarou que os mensageiros enviados pelos ispáns das terras fronteiriças ao monarca tinham o direito de "reivindicar o custo da viagem e um montante igual para a viagem de regresso" do palatino.  Nenhuma outra fonte primária contém evidências diretas dos deveres econômicos dos primeiros palatinos, mas outros funcionários reais que foram mencionados nas cartas reais do século XI (incluindo os ispáns e os cavalariços) não parecem ter sido responsáveis pela gestão da casa real.  Consequentemente, a maioria dos historiadores afirma que muito provavelmente os palatinos foram os administradores dos domínios e receitas reais até à década de 1120.    A jurisdição dos palatinos sobre os udvornici, ou servos reais,   que está documentada desde o final do 11th century, também valida esta teoria.  O cronista do final do século XIII, Simão de Kéza, afirmou que foi o rei Colomano quem "transformou seus próprios udvornici para uso do palatino do reino", mas o testemunho de Kéza é suspeito. 
Em suas Admoestações, o Rei Estêvão I declarou que os reis não deveriam julgar casos legais pessoalmente, sugerindo que um alto funcionário administrava a justiça em nome dos reis já na primeira metade do 11th century .  Os historiadores modernos concordam que o palatino era esse alto funcionário.    Um livro de leis, emitido durante ou pouco antes do reinado do rei Ladislau I da Hungria, preservou a primeira referência à função judiciária dos palatinos, ordenando que um palatino que administrasse justiça a pessoas que estivessem fora de sua jurisdição pagasse uma multa de "cinquenta e cinco pensae " (o equivalente a 2.000 pence).   O mesmo decreto também determinou que o “conde do duque” pagaria a mesma quantia se “julgasse outros além do seu próprio povo”, o que sugere que o chefe do "ducado" também tinha o direito de nomear o seu próprio palatino. 

### Idade Média (c.1100–1485)
Um novo grande oficial, o curialis comes, apareceu na corte real na primeira metade do 12th century .  Ele era responsável pela gestão da casa real.  Cartas reais autênticas não provam que o curialis administrou a justiça em nome do rei na corte real no 12th century, mas de acordo com uma teoria acadêmica, ele ouviu disputas na corte real já durante o reinado do filho do rei Colomano, Estêvão II da Hungria, o que deu origem ao desenvolvimento do próprio tribunal de justiça dos palatinos.  O curialis comes foi mencionado como iudex curie, ou juiz real, por volta de 1219.  Mudanças na administração da corte real e no gabinete dos palatinos ocorreram aproximadamente no mesmo período.   A partir de então, os funcionários reais de mais alta patente, incluindo o palatino e o juiz real, foram denominados "barões". 
Os primeiros documentos emitidos em nome de um palatino datam de cerca de 1219.  Até então, as decisões dos palatinos não eram registadas pelos seus próprios funcionários, mas por outras autoridades, especialmente pelos capítulos das catedrais.  As primeiras referências aos representantes palatinos, que mais tarde foram conhecidos como vicepalatinos ou vice-juízes palatinos, também foram registadas em 1219.  A partir da década de 1230, os monarcas confiaram ocasionalmente aos palatinos, juntamente com outros barões do reino, tarefas específicas.  Por exemplo, André II enviou Denis, filho de Ampud, em missões diplomáticas; Estevão Gutkeled destruiu moinhos construídos sem permissão no rio Rába por ordem de Béla IV. 
Os palatinos atuaram como juízes itinerantes, vagando por todo o reino nas décadas de 1230 e início de 1240.   Roland Rátót, que se tornou palatino em 1248, abandonou esta prática e ouviu principalmente casos em Pressburg (hoje Bratislava, na Eslováquia).  Depois que Béla IV da Hungria e seu filho, Estêvão, dividiram o país ao longo do rio Danúbio em 1262, Estêvão, que adotou o título de "rei júnior", estabeleceu sua própria corte real e fez de Denis Péc seu palatino.   André III, que foi coroado rei em 1290,  frequentemente nomeou dois nobres influentes palatinos.  Durante o interregno que se seguiu à morte de André III, muitos oligarcas foram denominados palatinos, incluindo Amadeus Aba, Matthew Csák e Stephen Ákos. 
Ele também foi juiz dos Jászok (alanos), dos cumanos e dos judeus. O título de Palatino foi abolido em 1848.
A partir de 1200, ele também foi conde de vários condados, tendo assim direito a um terço dos impostos do condado. A partir do século XIII, seu representante (vicepalatinus) ficou baseado em Pest (por volta de 1300, temporariamente na Velha Buda), onde foi simultaneamente líder do condado de Pest e juiz da nobreza média.
De acordo com o Artigo II da Lei 1439, o rei poderia nomear o palatino apenas com o consentimento do parlamento.  A Dieta do Reino da Hungria de 1455 e 1456 emitiu o decreto "de officio Palatini", que garantiu a posição do palatino como representante do rei.
Por volta de 1400, ele foi vice-regente do rei, uma função que, no entanto, só se tornou importante depois de 1526. Ele foi autorizado a comandar o exército real e presidir a Dieta do Reino da Hungria no lugar do rei. Quando o rei não era maior de idade ou se houvesse um interregno, ele também podia convocar a Dieta. Por volta de 1450, ele tinha o direito de conceder propriedades reais – como o próprio rei, mas com certas restrições. Um ato de 1485 estipulou explicitamente que o palatino seria o vice-regente na ausência do rei.

### Início dos Tempos Modernos (1485–1608)
Depois de 1526, quando os Habsburgos se tornaram governantes do reino e os turcos tomaram grandes partes do reino, o palatino, como vice-regente (vice-rei), teve seu assento fora da Hungria Real, em Praga e, mais tarde, em Viena. Em 1526, o palatino tornou-se uma função vitalícia. Em 1527, o palatino István Báthory criou o Conselho de Vice-regência Húngaro (uma espécie de governo, com sede em Pozsony (alemão: Pressburg, hoje Bratislava) desde 1531), composto também por outros representantes nobres, que se tornou uma instituição permanente chefiada pelo palatino em 1549. Em 1608, as funções de vice-regente e palatino foram separadas. O cargo de Palatino foi suspenso em 1673, quando o Imperador Leopoldo I nomeou um Diretorium para administrar mais diretamente a Hungria na repressão que se seguiu à conspiração dos magnatas; no entanto, o cargo foi restaurado em 1681. O conselho de vice-regência foi abolido em 1673, mas renovado em 1723, quando o palatino se tornou o presidente oficial do conselho.
Durante a Revolução Húngara de 1848, o arquiduque palatino Estêvão, membro de um ramo júnior dos Habsburgos, foi um intermediário significativo entre os revolucionários e a corte imperial em Viena. No entanto, depois de 1848, o palatino passou a ter apenas uma função simbólica, mas foi somente em 1918 – com o fim dos Habsburgos no Reino da Hungria (o reino continuou formalmente até 1945) – que a função cessou oficialmente.

## Funções

### Vice do monarca
A Bula de Ouro de 1222 autorizou o palatino a representar o monarca na grande assembleia que era habitualmente realizada em Székesfehérvár na festa do Rei Santo Estêvão em cada ano.   A presença do palatino no dia anual da lei permitiu-lhe agir como mediador entre o soberano e os nobres. 

### Funções judiciais
Inicialmente, os palatinos administravam a justiça em nome dos reis, principalmente na corte real.  Um decreto, atribuído ao rei Ladislau I, proibia explicitamente o palatino de "enviar o selo" a qualquer pessoa, "exceto apenas àqueles que são chamados [udvornici] e àqueles que vêm a ele voluntariamente" enquanto ele estivesse ausente da corte real.  Por outro lado, o decreto também mostra que na segunda metade do 11th century, a jurisdição do palatino sobre os udvornici era independente do seu papel como representante do soberano.  Por volta de 1100, o rei Colomano autorizou o palatino a ouvir recursos contra decisões de juízes dos condados "se um clamor popular surgir contra eles".  Quatro cartas reais mostram que os palatinos, juntamente com outros altos funcionários reais, ocasionalmente ouviam disputas entre instituições eclesiásticas e pessoas reais como juízes, especificamente designados para essa tarefa pelos monarcas no 12th century . 

O próprio tribunal de justiça dos palatinos está documentado desde o início do século XIII.  Em 1201,  rei Emético isentou os “colonos convidados” em Sárospatak da jurisdição de todos os juízes, exceto o rei e o palatino, o que prova que os palatinos já haviam ouvido casos por direito próprio, não apenas como representantes dos monarcas.  A Bula de Ouro de 1222 declarou que um palatino tinha jurisdição sobre todos os habitantes da Hungria, embora só estivesse autorizado a condenar um nobre à morte ou a confiscar a propriedade de um nobre se o monarca tivesse consentido.   O mesmo decreto foi completado com uma sentença que confirmou a jurisdição dos tribunais eclesiásticos (incluindo a imunidade dos clérigos) de acordo com o direito consuetudinário quando o rei André II da Hungria confirmou a Bula de Ouro a pedido dos prelados em 1231.  
O conde palatino julgará indistintamente todos os homens do nosso reino, mas os casos relativos a nobres condenados à pena de morte e à perda de bens não serão concluídos sem o conhecimento do rei. – Bula de Ouro de 1222
O Conde Palatino julgará indistintamente todos os homens do nosso reino, exceto pessoas eclesiásticas e escrivães, e casos relativos a casamento, dote e outros assuntos eclesiásticos que pareçam pertencer, por qualquer motivo, à jurisdição eclesiástica. Casos relativos a nobres condenados à pena capital e à perda de bens não serão concluídos por nenhum juiz sem o conhecimento do rei. Bula de Ouro de 1231

## Vices
As primeiras cartas referentes aos vices dos palatinos os mencionavam sob vários nomes, incluindo vicarius palatini (em 1220 e 1221), e vicecomes palatini comitis e viceiudex palatini comitis (em 1221).  Os mesmos documentos, todos preservados no Regestrum Varadinense (incluindo Maurice Pok), sugerem que o palatino e seus representantes administraram a justiça durante o mesmo período, mas em territórios distantes: enquanto o palatino Nicholas Szák ouviu casos nas terras a leste do rio Tisza, seus representantes trabalharam na Transdanúbia em 1220.  Esta prática era obviamente impopular, porque a Bula de Ouro de 1222 afirmava explicitamente que o palatino "não teria juiz substituto, exceto aquele da sua própria corte".  

## Palatinos importantes
Famílias importantes que forneceram vários palatinos foram: nos séculos XI, XII, XIII e XIV foram os Aba, Lackfi, no século XV os Garay, depois os Báthory e os Zápolya, Esterházy, Pálffy e, finalmente, o ramo José dos Habsburgos.
Palatinos proeminentes foram: no início do século XVII, István Illésházy de Trencsén, depois até 1616, György Thurzó e János Zakmárdi. Thurzó é o palatino que prendeu Isabel Báthory, a condessa acusada de matar inúmeras meninas e mulheres jovens. A posição foi ocupada no restante do século XVII por membros das famílias Esterházy, Pálffy, Francis Wesselényi, Rhedey e outros. Os últimos palatinos no final do século XVIII e na primeira metade do século XIX foram os arquiduques dos Habsburgos Alexandre Leopoldo, José e seu filho Estêvão, que renunciou em 1848. Após a morte de Stephen em 1867, sem deixar descendentes, seu meio-irmão, o arquiduque José Augusto da Áustria, herdou o título, embora o cargo naquela época fosse apenas simbólico.